# Lucienne Peiry

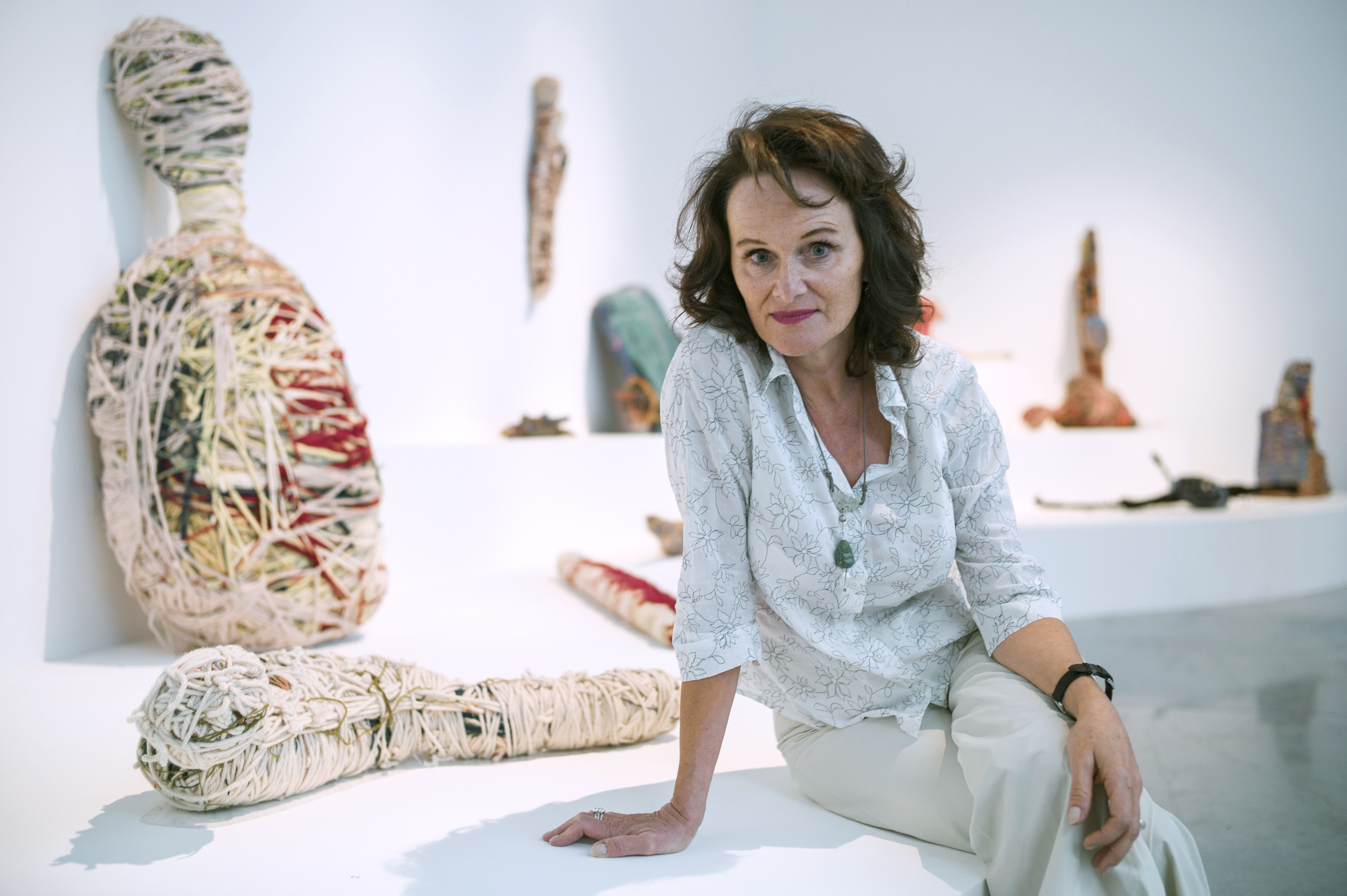
Lucienne Peiry, 2017

Lucienne Peiry (* 4. September 1961 in Lausanne) ist eine Schweizer Kunsthistorikerin.
Sie ist Expertin für Art brut, war für mehrere Ausstellungen Kuratorin und veröffentlichte mehrere Bücher zu diesem Thema. Von 2001 bis 2011 leitete sie das Lausanner Collection de l’Art Brut; bis 2014 diente sie diesem Museum als Forschungsdirektorin und Botschafterin. Sie hält Vorträge in der Schweiz und in Europa und ist seit 2010 auch Professorin für Art brut an der EPFL (École Polytechnique Fédérale de Lausanne) und zwischen 2016 und 2017 an der Université de Lausanne, faculté des sciences sociales et politiques (Sozial- und Politikwissenschaften).

## Leben
Lucienne Peiry wuchs in einfachen Verhältnissen im Schweizer Kanton Freiburg auf. Museumsbesuche waren in der Familie nicht üblich. Auf einem Schulausflug ins Musée de l’Art Brut erlebte sie ihren eigenen Worten zufolge, «une déflagration poétique», eine «poetische Explosion»: Sie begann sich für Art brut zu begeistern. An der Universität von Lausanne schrieb sie sich als Studentin der Kunstgeschichte ein. Unter Michel Thévoz schrieb sie eine Dissertation zum Thema Art brut. Sie wurde damit 1996 die erste Frau, die in Lausanne als Kunsthistorikerin promovierte. Ihre Dissertation erschien 1997 bei Flammarion als Buch („L'Art Brut“) und wurde 2005 ins Deutsche und 2001 und 2006 ins Englische übersetzt. 2015 erschien sie auch auf Chinesisch.
Von 1987 bis 2001 arbeitete Lucienne Peiry als Kulturjournalistin für Radio suisse romande. 2001 wurde sie als Nachfolgerin von Michel Thévoz zur Direktorin der Collection de l’Art Brut berufen. In dieser Funktion unternahm sie Reisen innerhalb der Schweiz, in verschiedene europäische Länder, aber auch nach Indien, Japan, China, Benin und Bali, um dort Werke und Künstler der Art Brut zu entdecken.
Sie ist Autorin von mehreren Büchern und Artikeln über die Art brut und betreute mehrere Veröffentlichungen und Ausstellungskataloge für das Museum in Lausanne, wie u. a. das Buch „Collection de l’Art Brut, Lausanne“, Paris, Flammarion-Skira, 2012 (französisch, englisch und deutsch). Auf ihre Initiative hin produzierte die Collection de l’Art Brut in Lausanne zusammen mit dem Regisseur und Journalist Philippe Lespinasse und der Regisseurin Erika Manoni mehrere Filme über Künstler der Art Brut. 2001 führte sie ein von ihr entwickeltes pädagogisches Programm an der Collection de l’Art Brut ein. Es handelt sich meist um Besichtigungen für das junge Publikum, Werkstätten und Publikationen. 2003 organisierte sie gemeinsam mit dem Kunstmuseum Basel und dem Musée cantonal des beaux-arts de Lausanne die Ausstellung Louis Soutter et la Musique. Christian Zacharias, Dirigent am Orchestre de Chambre de Lausanne, wirkte bei diesem Projekt mit. Weitere gemeinsame Projekte unternahm sie unter anderem mit dem Lausanner Théâtre de Vidy, dem Petit Théâtre und dem Freiburger Musée d’Art et d’Histoire.
2012 gab Lucienne Peiry die Stellung als Leiterin des Museums auf; stattdessen wurde sie Direktorin für Forschung und internationale Beziehungen. Bis 2014 vertrat sie das Museum im Ausland und organisierte dort Ausstellungen und Konferenzen. Sie forscht weltweit nach Künstlern und deren Schaffen (Europa, Asien, Afrika) und organisiert einschlägige Publikationen. Lucienne Peiry hat eine Ausstellung zu Armand Schulthess’ Gesamtkunstwerk kuratiert. Diese Ausstellung wurde zum ersten Mal 2014 in Neuchâtel Centre Dürrenmatt präsentiert und 2016 in Lugano (Museo Cantonale d’Arte). Für jede Ausstellung wurden jeweils dreisprachige Kataloge veröffentlicht.
2017 kuratierte Lucienne Peiry die Ausstellung „Inextricabilia. Enchevêtrements magiques“ in der Kunststiftung La maison rouge in Paris, zu der auch ein Katalog veröffentlicht wurde. Ein Jahr später kuratierte sie in Lausanne (HEP) eine Ausstellung über Curzio Di Giovanni, in der circa 80 Zeichnungen zum ersten Mal öffentlich gezeigt wurden, sowie die Ausstellung „Rhinocéros féroce?“, wo sie Kunst und Wissenschaft in Dialog zusammen brachte. Dabei wurden gezeichnete und gemalte Nashörner von Gaston Dufour gemeinsam mit echten ausgestopften Nashörnern gezeigt (Musée cantonal de zoologie, Lausanne, 2019-2020). Der Katalog „Écrits d'Art Brut. Graphomanes extravagants“ (Seuil Verlag, 2020) wurde anlässlich der von Lucienne Peiry kuratierten Ausstellung „Écrits d’Art Brut – Wilde Worte & Denkweisen“ im Tinguely Museum in Basel veröffentlicht. Das Kunstmuseum der Stadt Le Locle in der Schweiz zeigt vom Mai bis September 2022 ihre Ausstellung „Parures d’Art Brut“.
Seit 2021 sitzt sie im Forschungskomitee zum Art Brut im Centre Pompidou in Paris. Dieses Komitee wurde nach der Schenkung der Sammlung Bruno Decharme gegründet.

## Veröffentlichungen (Auswahl)
- Le Jardin de la mémoire, Paris, Allia, 2021. ISBN 979-10-304-1543-8
- Écrits d’Art Brut. Graphomanes extravagants, Paris, Le Seuil, 2020. ISBN 978-2-02-144768-2.
- Le Livre de Pierre. Fernando Nanetti, Allia, Paris, 2020. ISBN 979-10-304-1214-7.
- Rhinocéros féroce?, unter der Leitung von Lucienne Peiry und Michel Sartori, Lausanne, Musée cantonal de zoologie, 2019. ISBN 978-2-940187-18-8
- Curzio di Giovanni. Face-à-face, Lausanne, HEPL, 2018
- Inextricabilia. Enchevêtrements magiques, unter der Leitung von Lucienne Peiry, Flammarion und La maison rouge, Paris, 2017. (ISBN 978-2-08-141182-1)
- L’Art Brut, Flammarion, Paris, 1997 (ISBN 978-2-08-012233-9), 2001, ISBN 978-2-08-012233-9, 2006, ISBN 978-2-08-011597-3, 2010, ISBN 978-2-08-011597-3, Deutsche Übersetzung: L’Art Brut. Die Träume der Unvernunft, Glaux, Jena 1999, ISBN 978-3-931743-28-4)
- L’Art Brut, Shanghai, Presses universitaires de Shanghai, 2015. (ISBN 978-7-5671-1750-1)
- L’Art Brut dans le monde, Infolio und Collection de l’Art Brut, Gollion und Lausanne, 2014. (ISBN 978-2-88474-730-1)
- Guo Fengyi, Collection de l’Art Brut, Lausanne, 2011.
- Nannetti, unter der Leitung von Lucienne Peiry, Infolio und Collection de l’Art Brut, Gollion und Lausanne, 2011. ISBN 978-2-88474-237-5
- Art Brut du Japon, unter der Leitung von Lucienne Peiry, Infolio, Gollion 2008. ISBN 978-2-88474-075-3
- Le Royaume de Nek Chand, unter der Leitung von Lucienne Peiry, Flammarion, Paris, 2005, 2006. ISBN 978-2-08-011477-8
- Dubuffet & l’Art Brut, 5 Continents, Mailand 2005. ISBN 978-88-7439-226-1
- Art Brut. Jean Dubuffet und die Kunst der Außenseiter, Flammarion, Paris, 2005. ISBN 978-2-08-021029-6
- Écriture en délire, unter der Leitung von Lucienne Peiry, 5 Continents und Collection de l’Art Brut, Milan et Lausanne, 2004. ISBN 978-88-7439-109-7
- Art Brut. The Origins of Outsider Art, Flammarion, Paris, 2001. ISBN 978-2-08-010584-4 (Broché ISBN 978-2-08-010584-4, 2006, ISBN 978-2-08-030543-5 (Broché ISBN 978-2-08-030543-5)